# Milaca (Minnesota)
Milaca – miasto w Stanach Zjednoczonych, w stanie Minnesota, siedziba administracyjna hrabstwa Mille Lacs.